# Campionati italiani assoluti di atletica leggera indoor 1987
I XVIII Campionati italiani assoluti di atletica leggera indoor si sono tenuti a Torino dall'11 al 12 febbraio 1987.
Sono stati assegnati 23 titoli nazionali in altrettante discipline (13 maschili e 10 femminili).
Durante la manifestazione open, svoltasi nel Palazzo a Vela di Torino, l'11 febbraio 1987, Pierfrancesco Pavoni conquistò il nuovo record italiano sui 60 metri piani, nel corso delle semifinali, con il tempo di 6"60, migliorando infatti di 2 centesimi il precedente primato di 6"62 che apparteneva (ex aequo) a Stefano Tilli (1983) e ad Antonio Ullo (1985). Nelle batterie dei 200 metri piani Pavoni portò il record personale a 20"65 – al 2º posto nelle liste italiane di sempre dietro a Tilli (20"52, 1985, migliore prestazione mondiale al coperto fino al 22 febbraio 1987) –, senza però disputare la finale. L'astista Gianni Stecchi con 5,30 m eguagliò il record personale del 1985.

Nel settore femminile la velocista Daniela Ferrian vinse i 60 m e i 200 metri piani con il record personale di 23"79, secondo miglior tempo italiano di sempre dietro a Marisa Masullo (23"71, 1984).

Gli Assoluti di atletica anticiparono due eventi internazionali che impegneranno la squadra della Nazionale azzurra: le tradizionali gare indoor degli Europei in Francia (21-22 febbraio) e la prima edizione dei Mondiali di Indianapolis (6-8 marzo).

## Risultati

### Uomini
| Specialità                                                                              | Oro                                             | Prestazione | Argento                                            | Prestazione | Bronzo                                            | Prestazione |
| Corse                                                                                   |                                                 |             |                                                    |             |                                                   |             |
| 60 m                                                                                    | Pierfrancesco Pavoni Pro Patria Freedent Milano | 6"61        | Antonio Ullo Gruppi Sportivi Fiamme Gialle         | 6"67        | Francesco Bosi Ass. Amat. Atl. Genova             | 6"87        |
| 200 m                                                                                   | Stefano Tilli CUS Roma                          | 20"62       | Donovan Reid                                       | 21"11       | Paolo Catalano Gruppi Sportivi Fiamme Gialle      | 21"18       |
| 400 m                                                                                   | Vito Petrella Atl. Riccardi Milano              | 46"84       | Roberto Ribaud Pro Patria Freedent Milano          | 46"86       | Gabriel Tiacoh                                    | 47"63       |
| 800 m                                                                                   | Tonino Viali Gruppo Sportivo Fiamme Oro         | 1'49"23     | Alberto Barsotti Gruppo Sportivo Fiamme Oro        | 1'50"15     | Fabio Di Vito Gruppo Sportivo Fiamme Azzurre      | 1'51"06     |
| 1500 m                                                                                  | Luca Vandi ASSI Banca Toscana                   | 3'44"39     | Alessandro Lambruschini Gruppo Sportivo Fiamme Oro | 3'44"46     | Stefano Cecchini Gruppo Sportivo Fiamme Oro       | 3'45"61     |
| 3000 m                                                                                  | Franco Boffi Alitrans Verona                    | 8'02"20     | Walter Merlo CUS Torino                            | 8'02"30     | Fabio Olivo Libertas Udine Banca Friuli           | 8'02"88     |
| 60 m hs                                                                                 | Luigi Bertocchi Gruppi Sportivi Fiamme Gialle   | 7"80        | Fausto Frigerio Snia BPD Milano                    | 7"93        | Andrea Pantani ASSI Banca Toscana                 | 8"02        |
| Marcia 5000 m                                                                           | Carlo Mattioli Carab. BO                        | 19'12"94    | Walter Arena Gruppo Sportivo Fiamme Azzurre        | 19'19"86    | Alessandro Pezzatini ASSI Banca Toscana           | 19'34"64    |
| Concorsi                                                                                |                                                 |             |                                                    |             |                                                   |             |
| Salto in alto                                                                           | Carlo Thränhardt                                | 2,24 m      | Maurizio Milani CUS Torino                         | 2,20 m      | Geoff Parsons                                     | 2,15 m      |
| Salto con l'asta                                                                        | Gianni Stecchi ASSI Banca Toscana               | 5,30 m      | Andrea Pegoraro Carab. Bologna                     | 5,20 m      | Giorgio Grassi Gruppo Sportivo Fiamme Azzurre     | 5,00 m      |
| Salto in lungo                                                                          | Giovanni Evangelisti Pro Patria Freedent Milano | 7,84 m      | Enrico Chierici Pro Patria Freedent Milano         | 7,64 m      | Giancarlo Biscarini Gruppi Sportivi Fiamme Gialle | 7,55 m      |
| Salto triplo                                                                            | John Herbert                                    | 16,26 m     | Daniele Buttiglione Gruppo Sportivo Fiamme Azzurre | 15,93 m     | Gianni Cecconi Gruppo Sportivo Fiamme Oro         | 15,91 m     |
| Getto del peso                                                                          | Fernando Baroni Gruppi Sportivi Fiamme Gialle   | 19,48 m     | Giovanni Tubini Arena Bentegodi Verona             | 17,67 m     | Marco Giacomini Gruppo Sportivo Fiamme Azzurre    | 17,10 m     |
| record dei campionati; record nazionale; record personale; record personale stagionale. |                                                 |             |                                                    |             |                                                   |             |

### Donne
| Specialità                                                                              | Oro                                  | Prestazione | Argento                                     | Prestazione | Bronzo                                  | Prestazione |
| Corse                                                                                   |                                      |             |                                             |             |                                         |             |
| 60 m                                                                                    | Daniela Ferrian INA Primavera Torino | 7"43        | Marisa Masullo SNIA BPD Milano              | 7"48        | Anna Rita Angotzi Atletica Oristano     | 7"53        |
| 200 m                                                                                   | Daniela Ferrian INA Primavera Torino | 23"79       | Federica Biasio Chimica del Friuli          | 24"44       | Paola Valente Pro Sesto                 | 24"52       |
| 400 m                                                                                   | Cosetta Campana Sisport Iveco Torino | 54"52       | Rossana Morabito SNIA BPD Milano            | 54"78       | Climbini SNIA BPD Milano                | 55"99       |
| 800 m                                                                                   | Magda Maiocchi FIAT Sud Formia       | 2'06"18     | Letizia Magenti CUS Bologna                 | 2'06"71     | Elisa Zuccari Libertas Livorno          | 2'07"96     |
| 1500 m                                                                                  | Valentina Tauceri SNIA BPD Milano    | 4'26"92     | Ornella Benetti Fiamma Vicenza              | 4'27"78     | Nathalie Froget                         | 4'28"11     |
| 60 m hs                                                                                 | Patrizia Lombardo SNIA BPD Milano    | 8"37        | Laura Biagi FIAT Sud Formia                 | 8"43        | Mary Massarin Sisport Iveco Torino      | 8"48        |
| Marcia 3000 m                                                                           | Giuliana Salce CUS Roma              | 13'01"48    | Nadia Forestan Atl. VIS Abano               | 13'55"97    | Maria Grazia Orsani Atletica Afragola   | 14'33"03    |
| Concorsi                                                                                |                                      |             |                                             |             |                                         |             |
| Salto in alto                                                                           | Stefka Kostadinova                   | 2,00 m      | Michaela Tarantino Studentesca Carisp Rieti | 1,80 m      | Alessandra Fossati Sisport Iveco Torino | 1,80 m      |
| Salto in lungo                                                                          | Antonella Capriotti CUS Roma         | 6,44 m      | Valentina Uccheddu Atletica Oristano        | 6,18 m      | Stefania Lazzaroni Sisport Iveco Torino | 6,08 m      |
| Getto del peso                                                                          | Agnese Maffeis INA Primavera Torino  | 15,95 m     | Wilma Rigamonti FIAT Sud Formia             | 15,28 m     | Anita Boscardini G.A. Bassano           | 13,23 m     |
| record dei campionati; record nazionale; record personale; record personale stagionale. |                                      |             |                                             |             |                                         |             |